# Musée Pietro-Canonica
Le musée Pietro-Canonica (en italien : Museo Pietro Canonica) est un musée de Rome, en Italie, situé 2 via Pietro Canonica, dans le parc de la villa Borghèse. Il est consacré à l’œuvre de Pietro Canonica.

## Histoire
La maison est citée dans des documents du XVIIe siècle, sous le nom de  Gallinaro : des autruches, paons et des canards y étaient élevés pour fournir la chasse de la famille Borghese.
Le nom actuel, Fortezzuola, en français : la forteresse, vient du fait qu'elle représente les murs de la ville, dans le style médiéval. Elle est attribuée à Antonio Asprucci (it). En 1793, au cours des travaux Gianni Felice, y insére, dans la façade, huit cariatides au- dessus des fenêtres et des portes.
Plus tard, en 1919, le bâtiment, qui était utilisé en tant que bureaux administratifs, subit un incendie, qui décide de son abandon ultérieur.
En 1926, il est prêté à Pietro Canonica, qui réorganise le bâtiment et transforme les écuries en salles d'exposition de son travail.
Il semble que la ville lui avait initialement accordé la Casina di Raffaello (it), située à proximité du musée, également à la Villa Borghese. Mais, elle était trop petite pour accueillir les œuvres qu'il réalisait.
À la disparition du sculpteur, en 1959, une première collection d'œuvres forme le noyau du musée. Après la mort de sa seconde épouse  en 1987, les meubles de la résidence sont donnés à la ville de Rome, conformément à ses dernières volontés.

## Source de la traduction
- (it) Cet article est partiellement ou en totalité issu de l’article de Wikipédia en italien intitulé « Museo Canonica » (voir la liste des auteurs).